# 3808 Tempel
3808 Tempel eller 1982 FQ2 är en asteroid i huvudbältet som upptäcktes den 24 mars 1982 av den tyske astronomen Freimut Börngen vid Tautenburg-observatoriet. Den är uppkallad efter den tyske astronomen Wilhelm Tempel.
Asteroiden har en diameter på ungefär 4 kilometer.